# Impulso elettromagnetico
Nel settore delle telecomunicazioni e in guerra, il termine impulso elettromagnetico (IEM - EMP, Electromagnetic pulse) ha i seguenti significati:
1. Le radiazioni elettromagnetiche prodotte da un'esplosione (specialmente da un ordigno termonucleare detonato ad alta quota o fuori dall'atmosfera) o da un intenso campo magnetico causato dall'Effetto Compton prodotto da un flare solare, che genera un enorme flusso di particelle cariche nell'alta atmosfera, note come elettrojet (causanti l'aurora boreale). Il risultato è un campo elettromagnetico che potrebbe produrre un'alta tensione e danni ingenti tramite cortocircuiti alle reti elettriche, soprattutto ai trasformatori connessi alle più lunghe e moderne reti ad alta tensione che percorrono lunghe distanze est-ovest e viceversa nelle estreme latitudini settentrionali.[1][2]
2. Un cortocircuito ad alta intensità causato alla rete informatica.

## Bomba elettromagnetica
L'emissione di un intenso impulso di radiazioni è utilizzato come arma da guerra elettronica con la cosiddetta bomba elettromagnetica o bomba-E (E-bomb). Si tratta di un'arma progettata per mettere fuori uso le componenti elettroniche in un vasto raggio di azione. L'intenso impulso è ottenuto per effetto Compton o per effetto fotoelettrico.